# Seznam hrvaških izumiteljev
Seznam hrvaških izumiteljev.

## B
- Josip Belušić
- Fran Bošnjaković
- Ivan Brihta?

## F
- Rudolf Fizir
- Jure Francišković

## J
- Aleksandar Just

## H
- Franjo Hannaman  (1878 - 1941)
- Jaroslav Havliček

## K
- Franjo Kajfež
- Mario Kovač
- Ferdinand Kovačević
- Alfred Joseph Kruppa
- Vlaho Kučera

## L
- Ivan Lupis-Vukić

## M
- Mihailo Merćep ?

## P
- Ivo Padovan
- Slavoljub Eduard Penkala
- Zmagoslav Prelec ?

## R
- Josip Ressel
- Mate Rimac (1988)

## S
- Ralph Sarich
- David Schwarz  (1850-1897)

## T
- Nikola Tesla

## V
- Faust Vrančić
- Ivan Vučetić